# 奥梅 (吉伦特省)
奥梅（法語：Omet，法語發音：[ɔmɛ]）是法国吉伦特省的一个市镇，属于朗贡区。

## 地理
奥梅（44°39'7"N, 0°16'51"W）面积2.62 平方千米，位于法国新阿基坦大区吉倫特省，该省份为法国西南部沿海省份，是法國本土面积最大的省，北起滨海夏朗德省，西临大西洋，南至朗德省，东南接洛特-加龍省，东临多爾多涅省。
与奥梅接壤的市镇（或旧市镇、城区）包括：卢皮亚克、加龙河畔卡迪亚克、栋扎克、拉罗克。

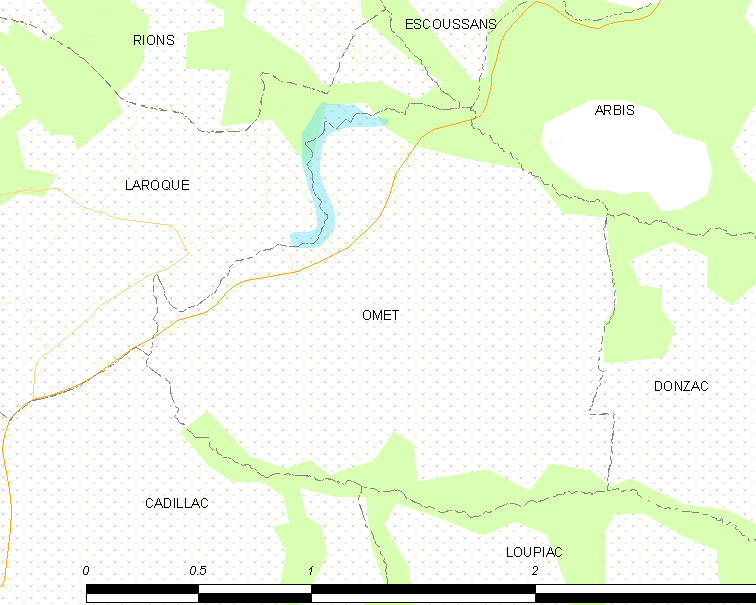
的OSM定位图

奥梅的时区为UTC+01:00、UTC+02:00（夏令时）。

## 行政
奥梅的邮政编码为33410，INSEE市镇编码为33308。

## 政治
奥梅所属的省级选区为海间县。

## 人口

1962-2008年间人口变化图示

奥梅于2022年1月1日时的人口数量为289人。